# Majdevo (Leposavić)
Majdevo (serbisch-kyrillisch Мајдево, albanisch Majdeva oder auch Majdevë) ist ein Dorf im Norden des Kosovos. Es liegt in der Gemeinde Leposavić.

## Bevölkerung
| Jahr | Einwohner |
| ---- | --------- |
| 1948 | 125       |
| 1953 | 193       |
| 1961 | 146       |
| 1971 | 100       |
| 1981 | 73        |
| 1991 | 48        |
| 2009 | 8         |

Gemäß einer nicht näher definierten Schätzung aus dem Jahr 2009 hat das Dorf acht Einwohner, alle Serben.